# 49265 Raphaeljimenez
49265 Raphaeljimenez este o planetă minoră (asteroid), cu un diametru de 1,688 km, din centura de asteroizi. A fost descoperită pe 20 octombrie 1998 la Caussols de OCA-DLR Asteroid Survey⁠(d). 
Obiectul prezintă o orbită caracterizată de o semiaxă mare de 2,3550021425438 UAi, o excentricitate de 0,2253362949183, o înclinație de 0,82695071989545 ° în raport cu ecliptica.